# Feliciano de Vega y Padilla
Pour les articles homonymes, voir Véga (homonymie) et Padilla.
Feliciano de Vega y Padilla (Lima, 1582 – Mazatlán, décembre 1640) est un prêtre catholique originaire de la vice-royauté du Pérou qui fut archevêque de Mexico entre 1639 et 1640. 

## Biographie
Fils de Francisco de la Vega et de Feliciana de Padilla, il est né à Lima, issu d'une famille d'avocats et de soldats. Diplômé de l'université de San Marcos en droit canonique, il est recteur de cette dernière en 1610, 1616, 1621 et 1622.
Premier chanoine de la prison de la cathédrale de Lima, il a agi en tant que consultant auprès des prélats, des Oidores et du tribunal du Saint-Office.
En 1628, le roi Philippe IV le proposa pour devenir évêque du diocèse de Popayán, nomination qui devient effective en 1631. Promu en 1633 à l'évêché de La Paz à la mort de Pedro de Valencia, son prédécesseur, il en prit possession le 6 avril 1634. 
En 1639, sa carrière ecclésiastique conduit Feliciano de Vega à devenir le premier Créole élu archevêque de Mexico, pour combler la vacance causée par le transfert de Francisco Manso y Zúñiga et par la mort de Francisco Verdugo avant de recevoir ses bulles. Il débarqua à Acapulco le 5 décembre 1640, mais le climat de ce port le rendit malade et il mourut quelques jours plus tard en se rendant à Mexico dans le pueblo de Mazatlán.